# Tadeo Jones 2: El secreto del rey Midas
Tadeo Jones 2: El secreto del rey Midas es una película de animación y aventuras española dirigida por Enrique Gato y codirigida por David Alonso y producida entre las compañías cinematográficas Ikiru Films, Telecinco Cinema, El Toro Pictures, Lightbox Entertainment y Telefónica Studios. Al igual que en su primer largometraje, la segunda parte de Tadeo Jones está protagonizada por los personajes animados de Enrique Gato.
En la nueva entrega de la película, Tadeo Jones viaja a España para rescatar a Sara de las garras de un secuestrador. Los productores han elegido la Alhambra de Granada y el puerto de Motril como principales escenarios donde transcurrirá parte de la película.
Su estreno en la gran pantalla en España se produjo el 25 de agosto de 2017.

## Antecedentes
El primer largometraje de Enrique Gato de la trilogía de Tadeo Jones, fue estrenado el 31 de agosto de 2012 en más de 420 pantallas de cine en España. En su primera semana de debut obtuvo una recaudación de 2,64 millones de euros. De hecho, la película de animación consiguió liderar la taquilla española durante cuatro semanas consecutivas desde su fecha de lanzamiento algo que llevaba sin ocurrir desde 2010. No obstante, durante ese tiempo logró recaudar un total de once millones de euros y fue vista por más de 1 600 000 espectadores. Posteriormente, a raíz del éxito del filme a nivel nacional, Las aventuras de Tadeo Jones consiguió cerrar un acuerdo de ventas en Asia y Rusia. En China, se colocó en el «top 5» en su semana de estreno y en Corea del Sur, en el número 3 de la lista de recaudación. Más adelante, la película fue proyectada en Reino Unido, Francia, Alemania, Italia, Países Bajos, Turquía e Hispanoamérica hasta llegar prácticamente a nivel mundial.
La primera entrega de la cinta de Tadeo Jones obtuvo desde agosto de 2012 hasta abril de 2013 una recaudación de más de 48 millones de dólares, equivalente a unos 36,6 millones de euros.

## Producción

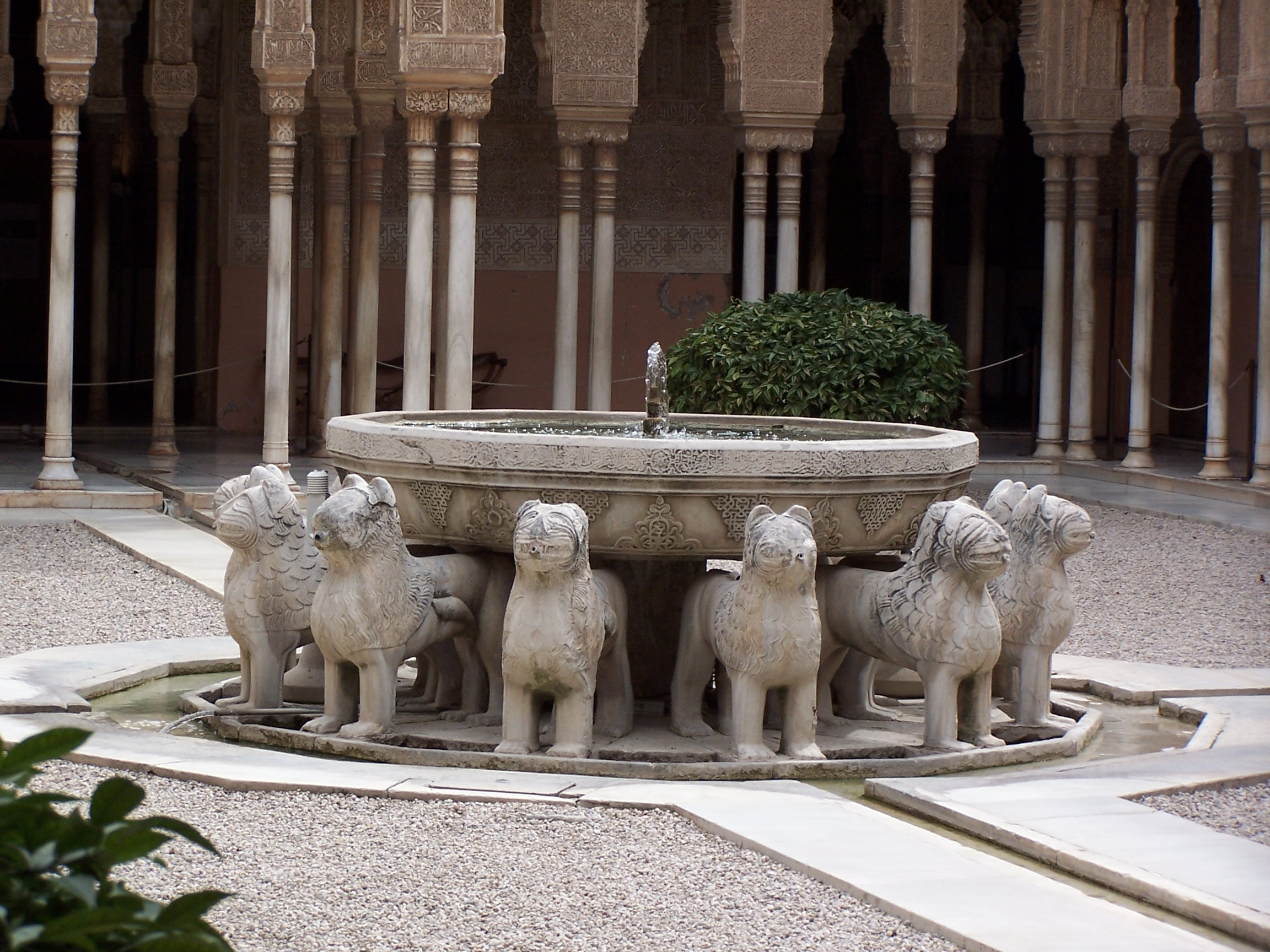
Fuente de los leones de la Alhambra de Granada, donde transcurre una de las escenas.

Tras el éxito comercial de Las aventuras de Tadeo Jones, Telecinco Cinema planteó una segunda parte del filme. El director vallisoletano Enrique Gato, responsable de la película, por su parte continúa apoyándose en el argumento escrito por Gorka Magallón, Javier Barreira, Jordi Gasull, Ignacio del Moral y Neil Landau.
En mayo de 2013, a su paso por la Feria del Libro de Valladolid, Gato aprovechó para hablar de sus próximos proyectos con la prensa. El creador de Tadeo, desveló que «el equipo de guionistas se encuentra en fase de preproducción». Sin embargo, explicó que antes de Tadeo 2, prepara el que será su segundo largometraje, Atrapa la bandera, el cual tiene previsto estrenarse a finales de 2014.
La película fue lanzada en España el 25 de agosto de 2017. David Bisbal y Tini Stoessel son los intérpretes del sencillo de la película, bajo el título de "Todo es posible".
La banda sonora sinfónica está compuesta y orquestada por Zacarías M. de la Riva, quien ya recibiera una histórica nominación al Goya en 2013 por la música de Las aventuras de Tadeo Jones, primera película de animación en conseguir ser nominada en esta categoría. La banda sonora es obra del compositor y director tinerfeño Diego Navarro, la cual fue interpretada por la Orquesta Sinfónica de Tenerife. Dicho compositor fue también el creador de la banda sonora de Atrapa la bandera.
Hasta marzo de 2018, la cinta recaudó 19.932.203 € y fue vista por 3.231.923 de espectadores en España. En el extranjero, la cinta recaudó 1.968.077 €.

## Reparto
- Óscar Barberán como Tadeo Jones
- Michelle Jenner como Sara Lavrof.
- Luis Posada como Momia.

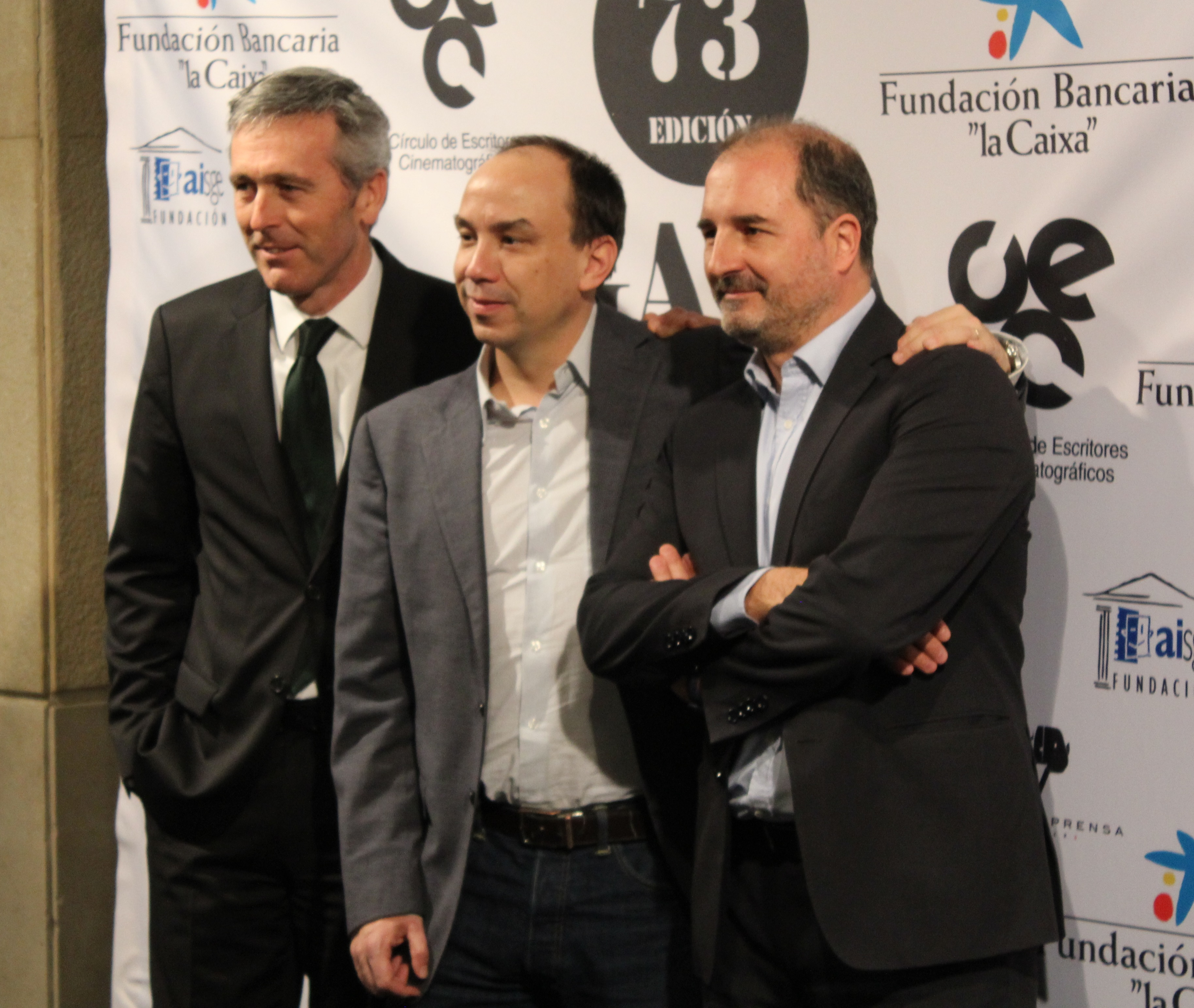
Nico Matji, Ghislain Barrois y Álvaro Agustín, productores del filme.

- José Corbacho como el taxista de Granada.
- Adriana Ugarte como Tiffany Maze.
- Miguel Ángel Jenner como Jack Rackham.

## Estrenos
| N.º | País        | Fecha de estreno        |
| --- | ----------- | ----------------------- |
| 1   | España      | 25 de agosto de 2017    |
| 2   | Brasil      | 21 de diciembre de 2017 |
| 3   | México      | 4 de enero de 2018      |
| 4   | Alemania    | 11 de enero de 2018     |
| 5   | Perú        | 25 de enero de 2018     |
| 6   | Argentina   | 25 de enero de 2018     |
| 7   | Reino Unido | 9 de febrero de 2018    |
| 8   | Francia     | 16 de mayo de 2018      |

## Premios
Medallas del Círculo de Escritores Cinematográficos
| Año  | Categoría                       | Resultado |
| ---- | ------------------------------- | --------- |
| 2017 | Mejor largometraje de animación | Ganador   |

Premios Platino de Cine Iberoamericano
| Año  | Categoría                       | Resultado |
| ---- | ------------------------------- | --------- |
| 2018 | Mejor largometraje de animación | Ganador   |

En 2018, la película también fue una de las finalistas de la primera edición de los Premios Quirino de la Animación Iberoamericana. En concreto, la cinta de Enrique Gato y David Alonso estuvo nominada al Premio Quirino al Mejor Largometraje de Animación Iberoamericano, al Mejor Diseño de Animación de Obra de Animación Iberoamericana y al Mejor Diseño de Sonido y Música Original de Obra de Animación Iberoamericana.